# Barbacenia spiralis
Barbacenia spiralis är en enhjärtbladig växtart som beskrevs av Lyman Bradford Smith och Edward Solomon Ayensu. Barbacenia spiralis ingår i släktet Barbacenia och familjen Velloziaceae. Inga underarter finns listade.